# Anaerofustis
Anaerofustis è un genere di batterio appartenente alla famiglia delle Eubacteriaceae.